# Ephedra aspera
Ephedra aspera är en kärlväxtart som beskrevs av Georg Engelmann och Sereno Watson. Ephedra aspera ingår i släktet efedraväxter, och familjen Ephedraceae. Inga underarter finns listade i Catalogue of Life.